# Frandeux
Frandeux est un village faisant partie de la ville belge de Rochefort situé en Région wallonne dans la province de Namur.
Il fait partie de l'ancienne commune de Mont-Gauthier qui est depuis 1977 une section de la commune de Rochefort.

## Situation
Ce petit village de Famenne se situe sur la rive droite et le versant nord-ouest du Vachaux, un ruisseau affluent de la Lesse entre les villages de Navaugle situé en amont et Laloux situé en aval. La ville de Rochefort se trouve à environ 6 km au sud-est.

## Description
Le noyau central du village est principalement constitué de fermettes bâties en brique ainsi que d'une grande ferme en carré construite aussi en brique. À l'arrière de cette ferme, se trouve le château de Frandeux, un manoir avec colombages implanté au bord d'un grand étang. Des constructions récentes se sont ajoutées à chaque extrémité du village (Drève des Tilloux, Tichesse). 